# Wana Kerta
Wana Kerta is een bestuurslaag in het regentschap Tangerang van de provincie Banten, Indonesië. Wana Kerta telt 16.332 inwoners (volkstelling 2010).